# Курсовой угол

Курсовые углы двух объектов при радиопеленгации: RB1 и RB2

Курсовой угол — понятие навигации, обозначающее угол между диаметральной плоскостью судна и направлением на какой-либо наблюдаемый с судна объект. Курсовой угол измеряется в градусах, отсчитываемых на азимутальном круге от 0 до 180° в сторону правого или левого борта от направления в нос. 
Направление, перпендикулярное диаметральной плоскости судна, т. е. соответствующее курсовым  углам, равным 90°, называется траверзом (левым или правым).
При радиопеленгации применяют и круговую систему отсчёта (от 0 до 360°). В этом случае:
КУ (курсовой угол) = ИП (истинный пеленг) − ИК (истинный курс).
В англоязычных пособиях по навигации самостоятельного понятия «курсовой угол» нет. Вместо него вводится разновидность пеленга, под названием «относительный пеленг» (англ. relative bearing).